# 平成25年台風第18号
平成25年台風第18号（へいせい25ねんたいふうだい18ごう、アジア名：マンニィ〔Man-yi、命名国：香港、意味：貯水池の名前〕）は、2013年9月13日 3:00に発生した大型の台風である。この台風によって、特別警報が同年8月30日の運用開始後初めて適用された。

## 概要
2013年9月13日の9時に、小笠原諸島の近海で熱帯低気圧が台風に変わった。しばらく西寄りに進んだ台風は、父島近海を通過し、大型の台風となった。その後、台風は次第に北よりに進路を変え、上陸直前まで発達し、9月16日6時に965hPaを記録し、同日8時前に愛知県豊橋市付近に上陸した。その後、長野県、山梨県、群馬県、栃木県や福島県などを通過し、岩手県山田町へと抜けた。

## 進路、状態の経過

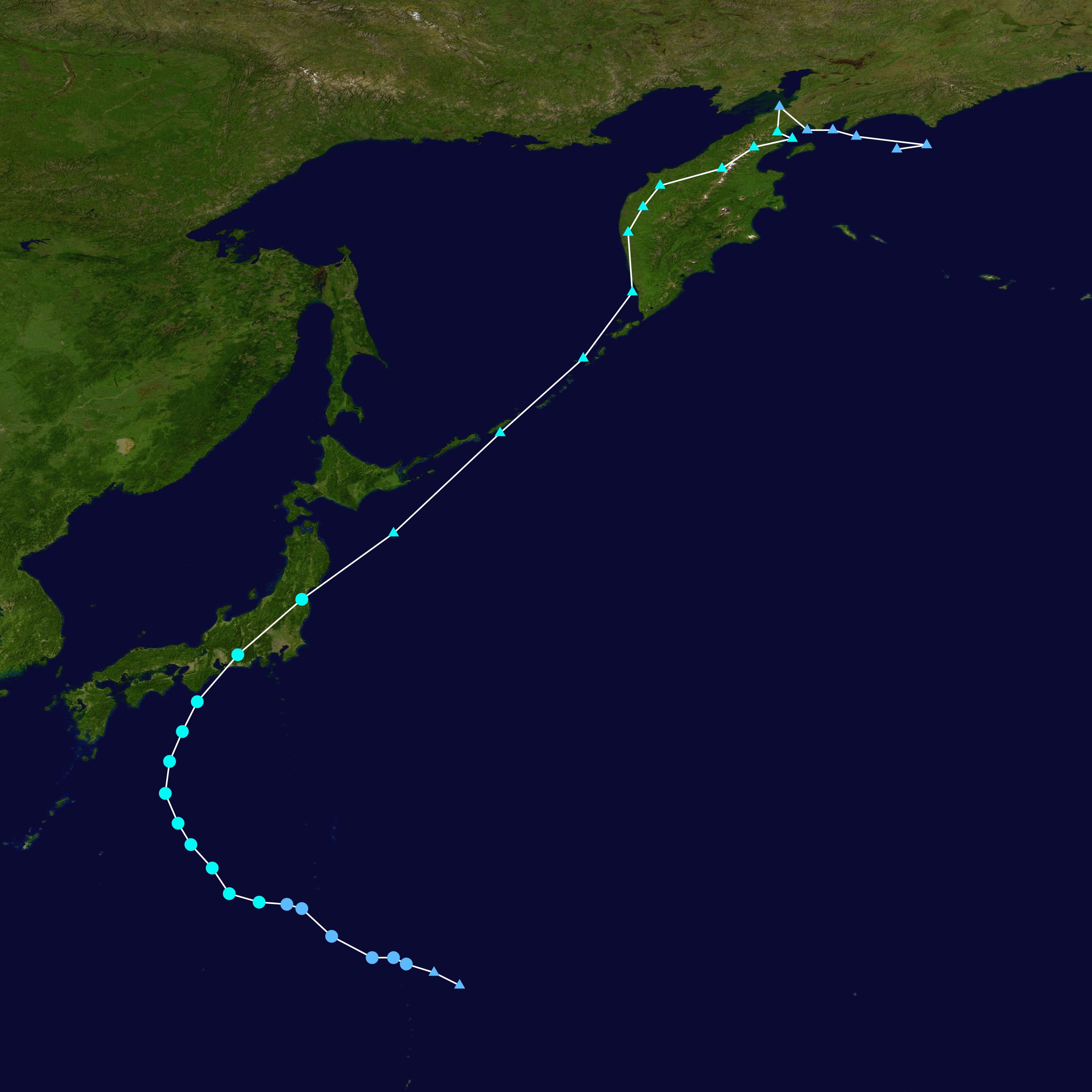
進路図

- 進路図9月13日 3時頃、小笠原諸島近海で台風となる[2]。
- 9月14日 9時、中心気圧が985hPaで強風域の半径が500kmを超えて大型の台風に変わる[2]
- 9月15日 18時、暴風域ができる[2]
- 9月16日 8時前、愛知県豊橋市付近に上陸した[2]
- 9月16日 21時、北海道の東で温帯低気圧に変わる[2]

## 気象状況

### 大雨
台風によって秋雨前線の活動が活発になったため、9月15日から16日までの総雨量は、三重県宮川で575.5ミリ、奈良県上北山で542.5ミリとなるなど、近畿、東海地方を中心に400ミリを超える大雨となった。
1時間雨量
愛知県豊田市（小原）：96.0ミリ（9/16日9時6分まで）
長野県下伊那郡 阿智村（浪合）： 73.5ミリ（9/16日9時19分まで）
小原、浪合での統計開始以来の極地を更新した。
3時間雨量
静岡県静岡市葵区（井川）：161.0ミリ（9/16日9時0分まで）
三重県多気郡 大台町（宮川）：159.5ミリ（9/16日3時10分まで）
長野県下伊那郡 阿智村（浪合）：144.0ミリ（9/16日10時20分まで）
24時間雨量
奈良県吉野郡天川村（天川）：495.0ミリ（9/16日10時20分まで）
三重県多気郡 大台町（宮川）：493.0ミリ（9/16日4時20分まで）
48時間雨量
三重県多気郡 大台町（宮川）：580.0ミリ（9/16日4時20分まで）
奈良県吉野郡上北山村（上北山）：548.0ミリ（9/16日10時20分まで）
奈良県吉野郡天川村（天川）：534.5ミリ（9/16日10時20分まで）

### 突風
9月15日14時30分頃、17時10分頃、18時5分頃、和歌山県東牟婁郡串本町において3つの竜巻が発生し、全て風速が藤田スケールでF1に達したと推定され、9月16日18時30分頃、北海道厚岸郡厚岸町において、藤田スケールでF1に達すると推定されるダウンバーストが発生した。

## 日本への影響

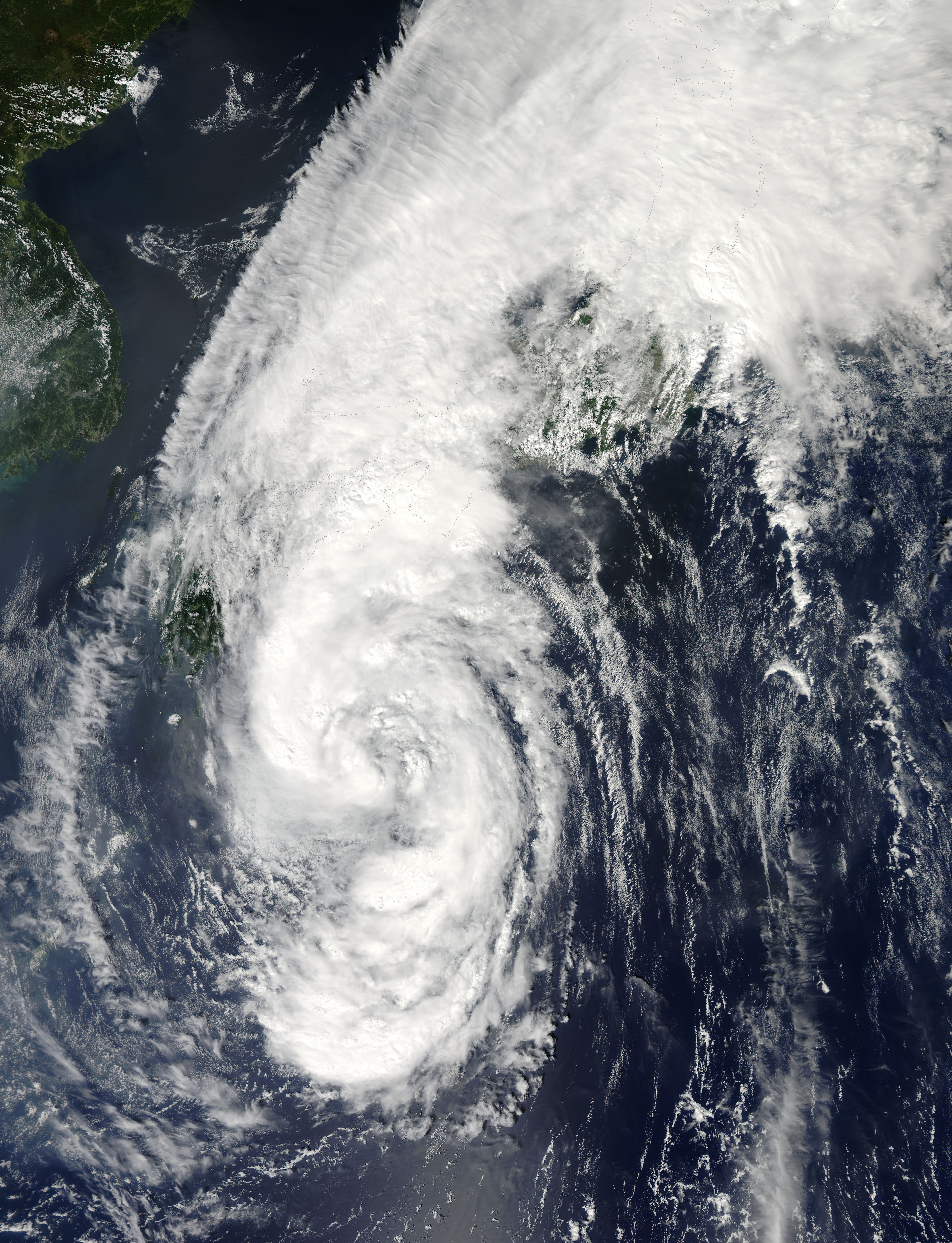
9月15日、東海地方に接近の台風18号

| 都道府県 | 死者・行方不明者数 | 死者・行方不明者数 | 負傷者数 | 負傷者数 |
|          | 死者               | 行方不明           | 重傷     | 軽傷     |
| -------- | ------------------ | ------------------ | -------- | -------- |
| 岩手県   | 1                  |                    |          | 5        |
| 宮城県   |                    |                    | 1        | 5        |
| 福島県   | 1                  |                    |          | 1        |
| 茨城県   |                    |                    |          | 1        |
| 栃木県   |                    |                    | 1        | 2        |
| 群馬県   |                    |                    |          | 5        |
| 埼玉県   |                    |                    | 2        | 23       |
| 千葉県   |                    |                    | 3        | 6        |
| 東京都   |                    |                    | 1        | 2        |
| 神奈川県 |                    |                    | 1        | 16       |
| 新潟県   |                    |                    |          | 2        |
| 福井県   | 1                  |                    |          |          |
| 山梨県   |                    |                    |          | 1        |
| 長野県   |                    |                    |          | 1        |
| 岐阜県   |                    |                    |          | 2        |
| 静岡県   |                    |                    |          | 10       |
| 愛知県   |                    |                    | 1        | 15       |
| 三重県   | 2                  |                    | 2        | 7        |
| 滋賀県   | 1                  |                    | 1        | 8        |
| 京都府   |                    |                    | 1        | 4        |
| 大阪府   |                    |                    |          | 2        |
| 兵庫県   |                    | 1                  | 3        | 2        |
| 奈良県   |                    |                    | 1        |          |
| 和歌山県 |                    |                    |          | 5        |
| 合計     | 6                  | 1                  | 18       | 125      |

### 避難

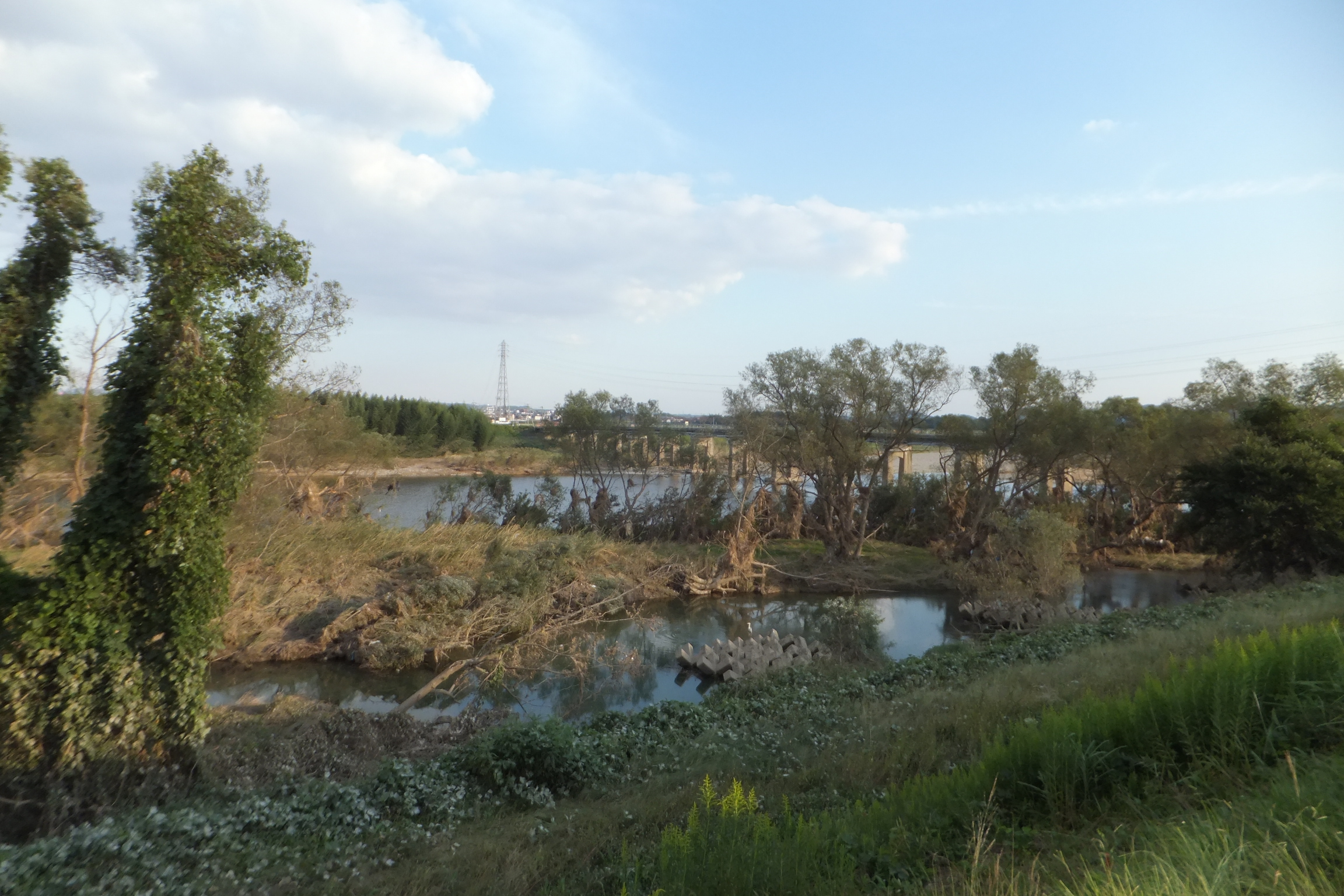
当台風によって増水によって破壊された木々
兵庫県小野市にある加古川にて

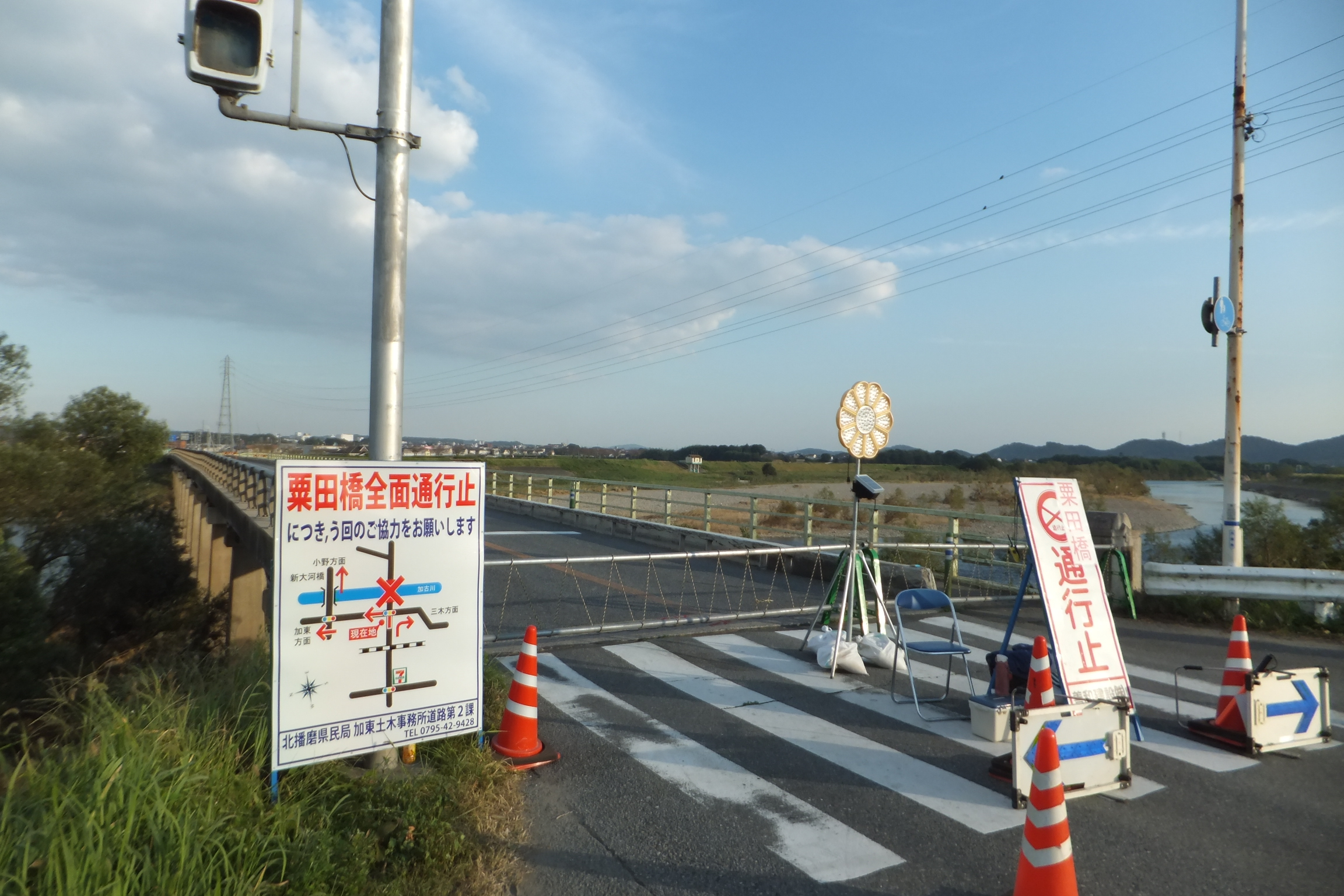
当台風によって長期通行止めになっている兵庫県道23号三木宍粟線の粟田橋
兵庫県小野市にて

- 避難指示・勧告は、四国の高知・徳島両県と、兵庫県から青森県までの広い範囲に出たが、台風進路の北西側に当たる近畿地方と福井・三重両県のほぼ全域、岐阜県美濃地方、愛知県尾張地方で集中豪雨が発生した。近畿2府4県だけで約50万世帯・約120万人に出されたが、特別警報が発表された京都府の京田辺市、滋賀県の日野町・竜王町では気象業務法で義務付けられている住民への周知措置をしていなかった[4]。そのほかの自治体でも特別警報や避難指示の通知メールが約8時間遅れで通知されたり、指示を受けた住民が避難所の場所を把握していなかったり、避難指示と避難勧告の違いを把握していないことが分かりハードとソフトの両面で早急に更に対策を行わなければならない実態が明らかになっている。

### 浸水被害

#### 沖縄・九州・四国・中国地方

##### 徳島県
9月14日から16日までの総雨量は、上勝町福原旭で300.5mm を観測し勝浦川の水源地帯に大量の雨が降ったため阿南市、小松島市を中心に床上浸水4戸、床下浸水33戸の被害が発生した

。

#### 近畿・東海・北陸地方

##### 京都府

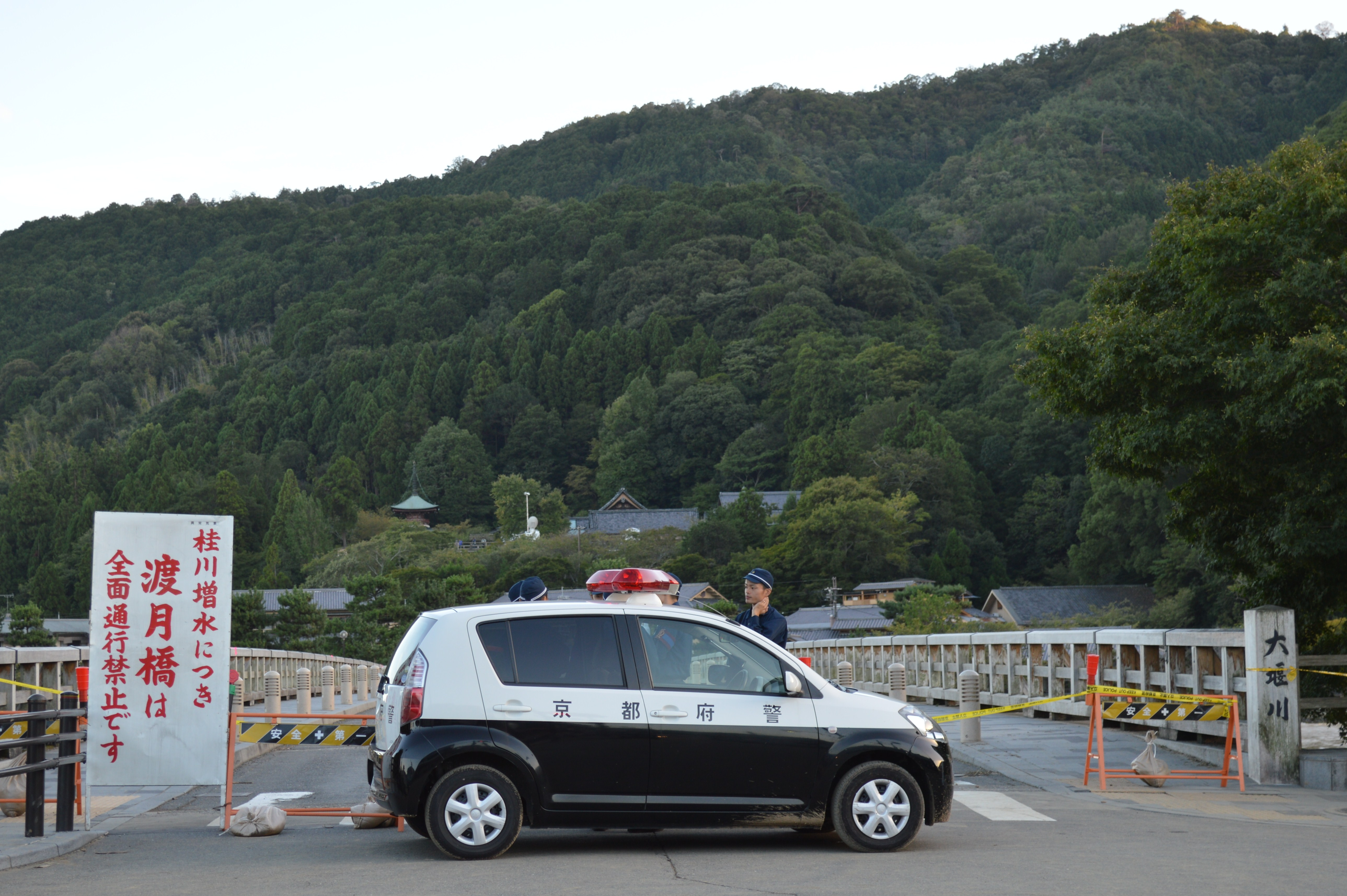
通行止めとなった京都・渡月橋

由良川、桂川の水源地帯に大量の雨が降ったため、京都府福知山市の由良川沿い、南丹市園部・亀岡市、京都市嵐山、羽束師などで多数の床上や床下浸水が発生した。また、滋賀県への降雨で大量の濁流が宇治川へ流入、天ヶ瀬ダムでは建設後初めてダム上部の非常排水ゲートを使用するなどし、集中豪雨が止んでも琵琶湖の水位の上昇に対応するため数日間に亘りダムから放水を続け、宇治市の塔の島が水没して立ち入り禁止に、名物の鵜飼いも今年度の営業は中止となった。
由良川流域
福知山市の浸水地域は220戸、福知山市役所大江支所が水没して機能を停止。過去2004年の台風23号での由良川氾濫に伴う集団移転をした地区で新しい堤防が完全に出来上がっていなかったため、歯抜けの部分から氾濫浸水した。また、由良川流域では舞鶴・福知山・綾部の三市で448ヘクタールの農地が浸水した。
桂川流域
南丹市園部では桂川の支流の園部川へ逆流し周辺が溢れ、下流の亀岡市では保津川渓谷で川幅が狭くなるボトルネックのため溢れた水で亀岡駅・馬堀駅周辺が浸水した。ほか浄水場の取水口に泥を含んだ濁流が入り込み一時断水した。また、馬堀駅周辺の地域は特別天然記念物で絶滅危惧種のアユモドキの生息地として知られているが、濁流が支流や田畑に流れ込み汚泥により生息環境の悪化が懸念されている。保津川渓谷から溢れ出た濁流で嵐山地区は浸水、周辺旅館30件以上が浸水して宿泊客をボートに乗せ避難させ、浸水して取り残された渡月橋西側の中ノ島の商店従業員たちは消防隊員の手で助け出された。向日市では、雨水貯留用トンネル「いろは呑龍トンネル（貯水能力10万7千m3）」も特別警報が発表される前の16日午前4時半ごろに満水してしまい向日市寺戸で床上浸水4戸床下浸水102戸を出した。
京都市山科区・伏見区醍醐地区
京都市内東部の山科区・伏見区醍醐にかけても豪雨で、山科川の支流の安祥寺川が氾濫し溢れた水が地下鉄御陵駅を浸水させた。また、六地蔵駅近くの小栗栖団地では山科川への排水ポンプ場が16日午前2時50分ごろまでに停止したため午前6時ごろには最大2メートル以上冠水して床上浸水164戸床下浸水125戸、駐車場の車約270台が水没。しかも京都市は浸水を把握しておらず市の公式発表からも抜けており、事態は住民からの通報で発覚。委託業者が確認に行くと2人いるはずの作業員が1名しかおらず、しかも怪我をして意識不明の状態で発見され、委託業者が午前6時47分ポンプ場を再起動させた。京都市は管理ミスを認め、第三者機関の算定に因り排水ポンプが停止しなかった場合との差額を賠償し、その金額を委託業者に請求する。としていたが、京都大学防災研究所のシミュレーションの結果「排水ポンプが稼働していたら床下浸水が4件以下」と報告され、委託業者は自己破産したため京都市が賠償することとなった。
このほか八幡市でも830戸が浸水するなど京都府下で3432戸の住宅が浸水し、京都府の農林水産被害は89億3,900万円に達した。

##### 滋賀県
同じく特別警報の発表された滋賀県でも全域にわたって浸水被害が発生した。また、滋賀県は下流での水害被害を減らすため瀬田川洗堰を41年ぶりに全閉鎖したが、堰の下流で合流する大戸川などが溢れ、京都府宇治市の天ヶ瀬ダムでは非常排水ゲートを使用するなどして対応に追われた。
- 大津市の瀬田川(淀川)左岸で流入する支流の大戸川が溢れ、大津市堂2丁目では約1ｍ浸水した。また、瀬田川右岸で流入する千丈川でも護岸の市道が崩れ通行止めとなり住民は避難した。
- 甲賀市貴生川駅前周辺が浸水。

また、信楽高原鉄道線の杣川橋梁が流出し、復旧におよそ2年の歳月を要した。
- 野洲駅前周辺が50cmの浸水。
- 竜王町の祖父川・日野川が溢れて浸水。
- 草津川の支流の金勝川の堤防が栗東市で決壊、溢れた濁流は市内を浸水させた。
- 高島市を流れる鴨川が決壊、最大で2ｍ近く浸水した。

##### 奈良県
- 奈良市では近鉄奈良駅から奈良公園へのアクセスであり奈良県庁前でもある国道369号の登大路地下道（歩行者専用道路）が冠水した。
- 奈良奥山ドライブウェイも春日奥山区間が一時通行止めになったが、18日に開通した。

##### 三重県
- 津市と伊賀市を結ぶ三重県道669号は津市安濃町にて、並走する安濃川が氾濫し、名古屋市からユニバーサルスタジオジャパン（大阪市此花区）へ向かっていた途中の自動車が流された。

#### 甲信越・関東地方
- 長野県では、降り始めの15日からの総降水量は、浪合、阿南、南信濃では、2日間の降水量合計が200mmを超え、床上浸水8戸、床下浸水が163戸発生した[3][16]。

#### 東北・北海道地方
- 青森県では、雨は16日昼前から強まり、降り始めからの総雨量は中南津軽を中心に200ミリを超え、岩木川、馬淵川など12河川で、はん濫危険水位を超える増水となり、床上浸水が304戸、床下浸水が566戸発生した。また、16の市町村において避難指示や避難勧告が発令された[3][17]。
- 岩手県では、降り始めの15日5時からの総降水量は、岩手松尾で195.5㎜、祭畤で194.5㎜を観測するなど、県の北部を中心に150ミリを超える大雨となり床上浸水117戸、床下浸水が231戸発生した[3][18]。
- 秋田県では、降り始めの15日6時からの総降水量は、男鹿真山193.5㎜、藤里183.0㎜、北秋田市脇神と北秋田市阿仁合178.0㎜。また、16日の日最大1時間雨量は、鹿角市八幡平42㎜（統計開始以来、第1位）の大雨により米代川に洪水警報が出され、床上浸水98戸、床下浸水が330戸発生した[3][19]。

### 原子力施設
- 9月16日早朝、福井県の高速増殖炉「もんじゅ」への連絡取り付け道路で土砂崩れが発生し、「もんじゅ」が孤立状態になり、土砂崩れの際に原子炉の状態や周辺の放射線量などを監視するため、データを瞬時に国の原子力規制庁などに送る「ERSS」のデータを送る回線が断線し、異常警報が作動した[20]。
- 東京電力福島第一原子力発電所では汚染水タンクを囲っている枠内の水が台風による雨によって、水の量が急速に増え、周囲にあふれ出る可能性が高まったとして、これらの水が放射性物質の濃度が海への排出基準を下回っているとして、9月16日に排水溝を通して海に放出する措置を執り、東京電力の発表によると放出した水量は1,130tになると発表された[21]。

### 竜巻
- 台風が接近する前に和歌山県、三重県、埼玉県、群馬県、栃木県、宮城県で竜巻とみられる突風による被害が発生していることについて気象庁は竜巻であったかどうか緊急災害対策派遣隊が調査している[22]。同月18日付けで気象庁は突風調査を強化した1991年以降、1つの台風に伴う竜巻の発生数が最多の10個竜巻が発生した。としている[23]。

### テレビ放送
- 日本放送協会 (NHK)は、15日から随時台風関連ニュースを放送し、16日2時40分から終夜ニュースとした。同日は連続テレビ小説『あまちゃん』を除き、15時までほぼ台風関連ニュースとなった[24]。
- NHKを除く民間放送局も、ほとんどが15日は台風関連ニュースで埋め尽くされた。[要出典]

### 交通

#### 広域
- 9月16日の航空便は国内線を中心に台風の進路上にあたった中部国際空港や東京国際空港、成田国際空港、仙台空港などで欠航が相次ぎ運航自体も台風の強風域が大きく終日遅延なども多発し、NHKが調べたところでは約600便が欠航した[25]。成田空港では、着陸する旅客機が強風に煽られる様子が撮影された[26]。
- 新幹線も9月16日は東海道新幹線が朝から影響を受けて区間運休が多発し、終日ダイヤが乱れ上下線で143本が運休。午後からは秋田新幹線が15本、山形新幹線が2本、上越新幹線は1本運休した[27]。

#### 沖縄・九州・四国・中国地方
- JR四国では9月15日に高徳線と牟岐線が影響を受けて運休[28]。

#### 近畿・東海・北陸地方
9月16日午前5時過ぎに京都府・滋賀県・福井県に初の特別警報が発表され、石川・富山両県を除く2府9県の広範囲に渡り、バス・鉄道など交通に支障が出た。多くは同日中に復旧したが、以下は復旧に日数を要した。
- 9月15日滋賀県の信楽高原鉄道によって甲賀市水口町の杣川に架かる杣川橋梁が、増水した濁流に飲み込まれ橋脚が流された[29]。杣川橋梁以外にも線路盤の陥没や土砂崩れ等で24か所において被害が出ており、この影響により信楽線は15日から全線で運休となった。主として費用の問題から10月になっても復旧の見通しがついておらず、事業者たる甲賀市は廃線も視野に入れ被害調査を行っていた[30]。が、復旧費用の国庫補助が決まり復旧工事に着手。その後2014年11月29日に1年2ヶ月半ぶりに運転を再開した。
- 同月15日午後8時前近鉄大阪線は規定雨量を越えたため伊勢中川駅−青山町駅で運転を停止、伊賀上津駅（伊賀市）周辺で土砂が線路内に流入していることが分かり榛原駅〜伊勢中川駅間が運休に、16日午後2時16分復旧した[31]。
- 同月16日午前1時10分ごろ国道1号線大津市の逢坂山峠で土砂崩れが発生、土砂は国道をふさぎ、並行して走る京阪京津線線路まで流れ込んだ。同日午後10時、片側交互通行で開通するも全面開通は17日午後3時になった[32]。
- 京都市と福井県を結ぶ国道162号線の鳴滝橋（京都市右京区京北町）が落下、16日午前3時10分ごろ通りかかった救急出動中の救急車が落ちかけたが、間一髪前輪を落とした状態で停車。救急車は地元消防団員（林業従事者）のクレーン車で引き上げられたが、本橋が通行止めとなった[33]。同年12月21日仮設橋が設置され片側交互通行で利用できるようになった[34]。
- 同月16日4時前、兵庫県西脇市にあるJR西日本加古川線の西脇市駅のホームに止めてあった2両編成の無人の車両が、駅からおよそ1.9キロ離れた線路上で見つかり、車両に適切な停止措置がとられずに台風の強風によって移動した可能性があるとして調査中である[35]。
- 神戸市灘区の六甲ケーブルは落石土砂崩れにより始発より運休、2014年1月25日に運行再開[36]。
- 神戸市を縦断する兵庫県道95号灘三田線の旧道、裏六甲ドライブウェイ（六甲山の北区側）は2014年1月21日まで通行止めとなった。
- JR西日本では山陰線の福知山駅～豊岡駅と京都駅～園部駅が9月16日始発より運転休止していたが、9月16日15時05分、22時46分に復旧した[37]。また山陰線の廃線跡を利用した嵯峨野観光鉄道もトロッコ亀岡駅の浸水と線路が土砂で埋まったが、19日より運行再開した[38]。
- 16日早朝京都市営地下鉄東西線御陵駅構内が京阪京津線の乗り入れ口から流れ込んだ推計15,600トンの濁流により浸水、始発より運休[39][40]同月19日午後9時に全線での運行を再開[41]したが、そこに乗り入れる京阪京津線は逢坂山峠の大谷駅両側各1ヶ所の土砂崩れで線路が埋まり、西側は国道1号線と共に修復されたが、逢坂山トンネル東側の吾妻川より土砂が流入して国道161号線（現在は滋賀県道558号線へ降格）との踏切まで線路が埋まった[42]。復旧工事により29日午後5時より運行再開、地下鉄線への乗り入れは30日始発より再開された[43]。
- 滋賀県彦根市と大阪府枚方市を結ぶ国道307号線は甲賀市の一部区間が通行止めになった。
- 特別警報で閉鎖された名神高速道路の八日市インター-彦根インター間の上り線で、幅10ｍ長さ30ｍ高さ6ｍにわたって盛り土が崩落しているのが見つかり、復旧は21日ごろまでかかった[44]。

このほか大津市内の千丈川で増水で溢れ護岸が崩れ市道が崩落、周辺住民が避難するなどしている。
- 岐阜県を縦断する国道41号は、過去のバス転落事故の例から白川町〜下呂市が一時通行止めになった他、県内の国道303号・国道417号・国道418号や多くの県道も一時通行止めになった。
- 東名高速道路は清水ジャンクション〜富士インターチェンジが一時通行止めになった。

#### 甲信越・関東地方
- 長野県では、中央東線 「あずさ」が16日の始発から運休、北陸新幹線（長野新幹線）も始発から運転見合わせ、大糸線 信濃大町～南小谷で運転見合わせとなり、信州まつもと空港は16日午前中欠航した[45]。

#### 東北・北海道地方
- JR北海道では9月16日14時13分から根室線の厚岸駅～根室駅間が運転休止していたが、9月19日19時10分に復旧した[46]。
- JR東日本の奥羽線では、9月16日11時27分から八郎潟駅～東能代駅が運転休止していたが、9月19日9時52分に復旧した[46]。
- JR東日本の花輪線は9月16日9時46分から好摩駅～鹿角花輪駅間が運転休止していたが、9月19日5時37分に復旧した[47]。
- JR東日本の男鹿線は9月17日10時44分から追分駅～男鹿駅間が運転休止していたが、9月18日16時02分に復旧した[47]。
- 津軽鉄道は9月16日13時20分から五所川原駅～津軽中里駅間が運転休止していたが、9月16日15時15分に復旧した[37]。

### スポーツ
- スポーツ祭東京2013の秋季大会事前実施競技のうち、この日行われる予定だったボート競技（正式競技）とビーチバレー競技（公開競技）の決勝戦が、実施取りやめとなった[48]。
- 2013年11月23日に開催予定だった第23回福知山マラソンが、マラソンコース沿いの由良川氾濫による大水害及び復旧困難の為、同年10月1日にマラソン中止を決定した（同マラソンの大会断念は、2004年10月に平成16年台風第23号の影響で大洪水発生による中止以来、9年ぶり2度目）[49]。

#### プロ野球
- クリネックススタジアム宮城の東北楽天ゴールデンイーグルス対オリックス、西武ドームの埼玉西武ライオンズ対千葉ロッテマリーンズの2試合が、観戦客の交通の便など安全面への配慮を踏まえ中止となった[50][51]。なお、西武ドームで屋根付きになってからの天候悪化に伴う試合中止は史上5度目[52]

#### 公営競技
- 中央競馬 - 当日の開催が全て中止（9月17日に代替開催）[53]。
- 競輪 - 当日のオールスター競輪決勝レース（京王閣競輪場）を含む京王閣競輪全競走が中止（9月17日にオールスター競輪決勝レースを順延）[54]。

## 行政の対応

### 政府
9月16日、11:00に内閣総理大臣指示。
9月16日、13:00に関係省庁災害対策会議を開催。
9月17日、亀岡内閣府大臣政務官を団長とする政府調査団を埼玉県熊谷市等へ派遣。
9月19日、亀岡内閣府大臣政務官を団長とする政府調査団を三重県へ派遣。
9月19日-20日、木村内閣総理大臣補佐官を団長とする政府調査団を岩手県、青森県及び秋田県へ派遣。
9月24日、16:30、台風第18号の大雨等に係る関係省庁災害対策会議（第4回）を開催し、政府調査団調査報告を行う。

### 防衛省
京都府関係
9月16日、7:00 京都府知事より、水防活動に係る災害派遣要請。
9月16日、第7普通科連隊のFAST-Force（人員約30名、車両約10両）が福知山駐屯地を出発、現地到着以降、水防活動開始。
9月16日、14:30時点、撤収要請。
滋賀県関係
9月16日、9:00 滋賀県知事より孤立者の救助活動に係る災害派遣要請。
9月16日、9:29 第3戦車大隊が孤立者2名を救助。
9月16日、15:28 第3戦車大隊が孤立者11名を救助。
9月16日、16:00時点、撤収要請。
北海道関係
9月17日、20:00 北海道知事より取水施設が冠水し断水が発生したことに伴う、給水支援に係る災害派遣要請。
9月18日、6:00 厚岸町内の6ヵ所において給水支援を開始。
9月18日、20:00時点、撤収要請。

### 国土交通省
9月16-24日、緊急災害対策派遣隊（TEC-FORCE）を中国地方整備局より202人・日と排水ポンプ車5台を京都府福知山市へ派遣し、大規模湛水域の緊急排水作業、河川・道路施設等被災調査を実施。
9月16-20日、緊急災害対策派遣隊（TEC-FORCE）を四国地方整備局より112人・日と排水ポンプ車7台を京都府舞鶴市へ派遣し、大規模湛水域の緊急排水作業、河川・道路・砂防施設等の被災調査を実施。
9月25日、緊急災害対策派遣隊（TEC-FORCE）本省より福井県若狭町等へ1 名派遣し、施設復旧の技術指導を実施。

## その他
同台風によって浸水した福知山市石原地区の住民計3人が、福知山市に対し計約2,000万円の支払いを求め京都地方裁判所に訴訟を起こした。3人は、市は過去に浸水の事実があったことを知っていたにも拘らず、浸水のリスクを隠したまま造成したと主張しており、自治体による造成地の浸水リスクについて行政の責任を問う訴訟としては日本初となる。そして2020年6月17日・一審の京都地方裁判所は原告の訴え「水害の危険を説明責任を果たさなかった」と認定、福知山市から直接購入した原告にかぎり810万円の賠償を認めた。